# スコッピート
スコッピート（イタリア語: Scoppito）は、イタリア共和国アブルッツォ州ラクイラ県にある、人口約3,800人の基礎自治体（コムーネ）。

## 地理

### 位置・広がり

#### 隣接コムーネ
隣接するコムーネは以下の通り。括弧内のRIはリエーティ県（ラツィオ州）所属を示す。
- アントロドーコ (RI)
- フィアミニャーノ (RI)
- ラークイラ
- トルニンパルテ

## 行政

### 分離集落
スコッピートには、以下の分離集落（フラツィオーネ）がある。
- Casale, Cave, Civitatomassa, Collettara, Cupoli, Forcellette, Madonna della Strada, Ponte San Giovanni, Santa Dorotea, Santa Maria, Scoppito, Sella di Corno, Vallinsù, Vigliano